# فالتر لونجو
فالتر لونجو (بالإيطالية: Valter Longo)‏ (وُلِد في 9 أكتوبر 1967) هو عالِمٌ إيطالي-أمريكي في علم جينات الشيخوخة وبيولوجيا الخلايا، معروف بدراساته حول دور الصيام وجينات الاستجابة الغذائية في حماية الخلايا من الشيخوخة والعجز، باقتراحه وجود جينات وآليات مشابهة تتحكم في طول العمر لدى العديد من الكائنات الحية أُحادية أو ثنائية الخلية.
وهو يعمل حاليًا أستاذًا في مدرسة ديفيس جامعة جنوب كاليفورنيا لعلم الشيخوخة مع تعيين مشترك في قسم العلوم بالإضافة إلى عمله كمدير لمعهد جامعة جنوب كاليفورنيا لطول العمر.

## الحياة الوظيفية
ترجع أصول فالتر لونجو إلى جنوة  في ايطاليا، من أبوين كالابريانتخرج من جامعة شمال تيكساس من تخصص في الكيمياء الحيوية.
في عام 1992، انضم إلى مختبر «حد السعرات الحرارية» مع الرائد روي ولفورد في جامعة كاليفورنيا (لوس أنجلوس) حيث درس الحدّ من السعرات الحرارية وشيخوخة الجهاز المناعي. أكمل الدكتوراه الخاصة به في الكيمياء الحيوية عن طريق دراسته للإنزيمات المضادة للشيخوخة تحت إشراف جون فالينتين في  جامعة كاليفورنيا، لوس أنجلوس  عام 1997 وتدريب ما بعد الدكتوراه في البيولوجيا العصبية لمرض الزهايمر تحت اشراف كالِب فينش
  في جامعة جنوب كاليفورنيا.
منذ عام 1997، كان عضواً في هيئة التدريس في مدرسة ديفيس جامعة جنوب كاليفورنيا لعلم الشيخوخة ومركزايثال بيرسي اندراس لعلم الشيخوخة.
كما أن لونجو عضو في برنامج علم الأحياء الخاص بالشيخوخة التابع لجامعة جنوب كاليفورنيا بالإضافة إلى أنه مدير معهد جامعة جنوب كاليفورنيا لطول العمر. كما أنه أطلق أول برنامج للدراسة بالخارج في مدرسة ديفيس جامعة جنوب كاليفورنيا لعلم الشيخوخة، والذي هو بمثابة فصل صيفي في التغذية وعلم جينات الشيخوخة في إيطاليا.  
في عام 2011، ظهر في برنامج (عبر الثقب الدودي مع مورغان فريمان) لأبحاثه المتعلقة بطول العمر.

## النظام الغذائي المحاكي للصيام
إن حِمية لونجو المحاكية للصيام عبارة عن برنامج غذائي  منخفض السعرات، منخفض البروتين، منخفض الكربوهيدرات، وغني بالدهون، ويُقال أنه يحاكي تأثيرات الصيام الدوري أو الصيام عن الماء على مدار خمسة أيام، مع استمرار توفير الجسد بالتغذية.  يعتبر مرض الحمى القلاعية بمثابة الصيام الدوري.
طور (لونجو) النظام الغذائي في جامعة جنوب كاليفورنيا. يعتقد (لونجو) أنه من الممكن تقليد آثار الصيام باستخدام برامج للوجبات المصممة لمنع نفس المسارات الأيضية للصائم، وبالتالي، تزويد الجسم بالمغذيات التي لا تثير استجابات نمو الجسد.
يبيع (لونجو) النظام الغذائي عن طريق برولون. إن حمية الصيام هي علامة مسجلة لشركة ل-نوترا ، وهي شركة تابعة ل (لونجو) ذات فوائد مالية من قِبل جامعة جنوب كاليفورنيا، على الرغم من أن لونجو لا يحصل على منفعة مالية من الشركة.

## مرتبة الشرف
جائزة محاضرة ناثان شوك، المعهد الوطني للشيخوخة، 2010 .

## احتمال تضارب المصالح
يعتبرفالتر لونجو مؤسس شركة ل-نوترا . وهي شركة تقوم بتسويق المكملات الغذائية، ومع ذلك، فقد ذكر أنه لا يحصل على أي ربح من هذه الشركة، وأن هدفه هو أن يكون قادرًا على توزيع هذه المنتجات بأقل تكلفة ممكنة للمرضى، وقد أعلن للتلفاز الإيطالي أنه قد تبرع بحصته للمنظمات الخيرية.
(إيطاليا قناة 1، برنامج le Iene ، التاسع من أكتوبر 2016)

## روابط خارجية
- فالتر لونجو على موقع IMDb (الإنجليزية)
- Valter Longo في IMDb